# Иван Милчев
Иван Милчев е български поет, писател и преводач.

## Биография и творчество
Иван Милчев е роден на 31 януари 1910 г. в село Расово, област Монтана. Завършва педагогическото училище в град Лом през 1928 г., след което е учител в родното си село в периода 1929-1931 г. Завършва специалност романска филология в Софийския университет през 1934 г. През 1941 г. завършва Школата за запасни офицери. Участва във Втората световна война като командир на батарея. За проявен героизъм е награден с орден „За храброст“.  Служи като офицер в армията в Берковица в периода 1943-1948 г. 
В периода 1949-1952 г. е редактор във вестник „Народна войска“, а в периода 1952-1970 г. работи в Държавно военно издателство. Ръководи редакция „Поезия“ в издателство „Български писател“.
Започва творческия си път с публикация в списание „Угари“ през 1930 г.
Превежда книгите „Стихотворения и поеми“ от Дмитрий Кедрин и „Избрана лирика“ от Пастернак.
Член е на Съюза на българските писатели. Удостоен е ордените „Червено знаме на труда“, „Кирил и Методий“, „Народна република България“.
Иван Милчев умира на 27 декември 1992 г. в гр.София.

## Произведения
- „Поле“, стихотворения (1931)
- „Пост на мира“ (1950)
- „Жътвен поход“ стихове (1951)
- „Бойци“, поема (1952)
- „Дядо Фрати си изпати“, поема за деца (1953)
- „Пътища и хора“, пътепис (1955)
- „Три поколения“ (1955)
- „Пленникът от Коджедо“ (1956)
- „Небето в капчица роса“, стихове (1957)
- „Поеми за войника“ (1958)
- „Весели строители“, стихове и поемки (1967)
- „Да се откриеш“, стихотворения (1968)
- „Осъществяване“, лирика (1968)
- „Едноименници славни, чудни и забавни“, стихове за деца (1969)
- „Летни изненади“ (1969)
- „Лакомото зайче“ (1970)
- „Насаме със себе си“, лирика (1970)
- „Веселият парад“, стихотворения за деца (1971)
- „Смешни момчета“, поема за деца (1972)
- „От десетия етаж“ (1973)
- „Лирично ежедневие“ (1974)
- „Преоткриване“, лирика (1974)
- „Неуловимото“, стихотворения (1976)
- „Оня далечен мой свят“, повест за юноши (1978, 1986)
- „Великата обич“ (1979
- „Неспокойни стихове“ (1979)
- „Избрана лирика“ (1980)
- „Откровено“, лирика (1982)
- „Автопортрет“ (1982)
- „Закъснели признания“ (1985)
- „Равносметка“, лирика (1986)
- „Метаморфози“, лирика (1989)